# 于耶-莱济涅
于耶-莱济涅（法語：Huillé-Lézigné，法語發音：[ɥije leziɲe] ⓘ）是法国曼恩-卢瓦尔省的一个市镇，属于昂热区。该市镇于2019年1月1日由原市镇于耶和莱济涅合并而成，行政中心位于莱济涅。

## 地理
于耶-莱济涅（47°38'14"N, 0°17'36"W）面积21.83 平方千米，位于法国卢瓦尔河地区大区曼恩-卢瓦尔省，该省份为法国西部内陆省份，大致对应安茹地区，北起顺时针与马耶讷省、萨尔特省、安德尔-卢瓦尔省、维埃纳省、德塞夫勒省、旺代省、大西洋卢瓦尔省和伊勒-维莱讷省接壤。
与于耶-莱济涅接壤的市镇（或旧市镇、城区）包括：萨尔特河畔莫拉讷-多姆赖、巴拉塞、卢瓦河畔塞什、拉沙佩勒圣洛、迪尔塔勒。
于耶-莱济涅的时区为UTC+01:00、UTC+02:00（夏令时）。

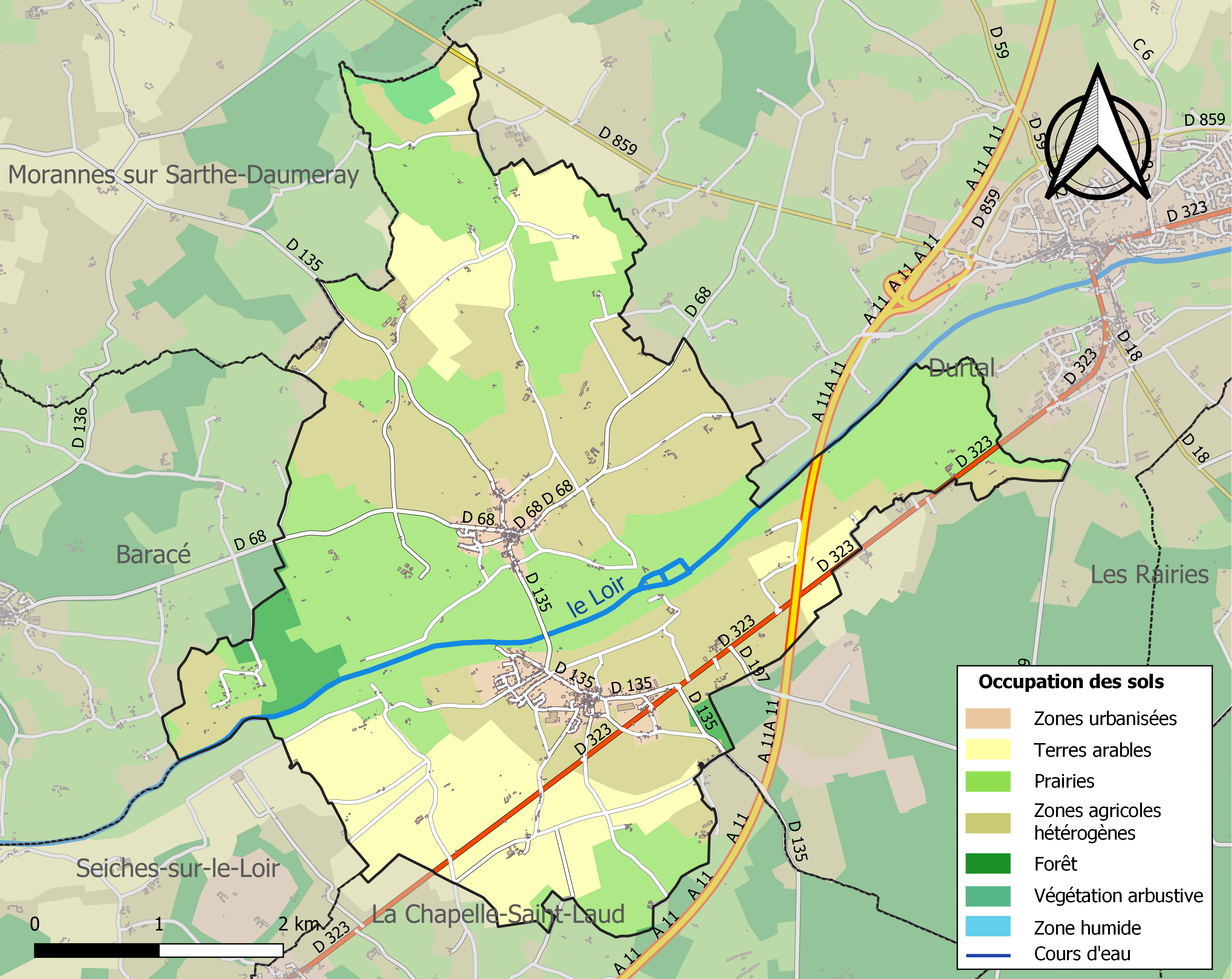
于耶-莱济涅的OSM定位图

## 行政
于耶-莱济涅的邮政编码为49430，INSEE市镇编码为49174。

## 政治
于耶-莱济涅所属的省级选区为昂热第六县。

## 人口
于耶-莱济涅于2022年1月1日时的人口数量为1304人。